# Felipe Gutiérrez
Felipe Alejandro Gutiérrez Leiva (ur. 8 października 1990 w Valparaíso) – chilijski piłkarz grający na pozycji środkowego pomocnika.

## Kariera klubowa
Felipe Gutiérrez zawodową karierę w 2009 w klubie CD Universidad Católica, którego jest wychowankiem. W Universidad Católica występuje do chwili obecnej. Z Universidadem zdobył mistrzostwo Chile w 2010. Od lata 2012 roku jest zawodnikiem holenderskiego klubu FC Twente
| Sezon   | Klub                    | Kraj      | Rozgrywki        | Mecze | Bramki |
| ------- | ----------------------- | --------- | ---------------- | ----- | ------ |
| 2009    | CD Universidad Católica | Chile     | Primera División | 3     | 0      |
| 2010    | CD Universidad Católica | Chile     | Primera División | 15    | 2      |
| 2011    | CD Universidad Católica | Chile     | Primera División | 31    | 10     |
| 2012    | CD Universidad Católica | Chile     | Primera División | 17    | 7      |
| 2012/13 | FC Twente               | Holandia  | Eredivisie       | 32    | 4      |
| 2013/14 | FC Twente               | Holandia  | Eredivisie       | 33    | 3      |
| 2014/15 | FC Twente               | Holandia  | Eredivisie       | 5     | 0      |
| 2015/16 | FC Twente               | Holandia  | Eredivisie       | 31    | 3      |
| 2016/17 | Real Betis              | Hiszpania | Primera División | 14    | 1      |

## Kariera reprezentacyjna
Gutiérrez w reprezentacji Chile zadebiutował 30 maja 2010 w wygranym 1-0 meczu z reprezentacją Irlandii Północnej, gdy w 89 min. zastąpił Matíasa Fernándeza. W 2011 został powołany na turniej Copa América.